# Hofstadterův zákon
Hofstadterův zákon je sebereferenční, rekurzivní zákon, který popisuje obecné potíže s odhadem délky trvání určité činnosti. Poprvé jej uvedl americký profesor Douglas Hofstadter ve své knize Gödel, Escher, Bach v roce 1979. Zákon byl zmíněn v souvislosti s výkonností šachových programů a od té doby bývá citován zejména programátory v diskusích o technikách vedoucích k vyšší produktivitě.
Hofstadterův zákon zní následovně:
| „                                                                | Vždy to trvá déle, než očekáváte, a to i tehdy, když vezmete v úvahu Hofstadterův zákon. | “ |
| — Douglas Hofstadter. Gödel, Escher, Bach; překlad Jiří Podolský |                                                                                          |   |